# Castilleja linariifolia
Espèce
Classification APG III (2009)
Castilleja linariifolia est une plante vivace que l’on trouve au centre et à l’ouest des États-Unis.
Le genre Castilleja porte parfois le nom de « pinceau indien » dans la francophonie. Nommée aux États-Unis Wyoming Indian paintbrush (« pinceau indien du Wyoming »), Castilleja linariifolia est la fleur emblème de l'État du Wyoming depuis le 31 janvier 1917.

## Description
La plante atteint jusque 1 mètre de haut et possède des feuilles linéaires de 20 à 80 mm de long et possédant trois lobes. Les fleurs ont un calice de couleurs rouge à jaune et un tube floral jaune-vert. Elles ont une forme de pointes et apparaissent de juin à septembre.

## Distribution et habitat

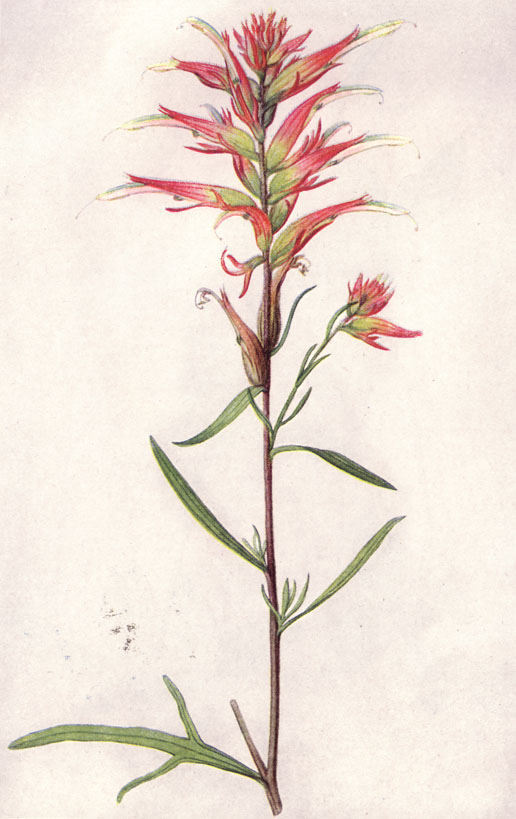
Illustration tirée du National Geographic (1917).

Cette espèce apprécie les zones rocheuses et les plaines arides où elle est associée à une végétation composées de sagebrush, de pins à Pignons et de genévriers. Elle est native en Arizona, Californie, Colorado, Idaho, Montana, Nevada, Nouveau-Mexique, Oregon, Utah et au Wyoming.

## Emblème d’état
Castilleja linariifolia est la fleur emblème de l'État du Wyoming depuis le 31 janvier 1917.
Lorsqu’il fallut choisir la fleur emblème de l’État du Wyoming, le docteur Grace Raymond Hebard de l’Université du Wyoming favorisa cette plante par rapport à ces rivales qu’étaient l’ancolie et la gentiane crinita.